# Ласалль-квартет
Ласалль-квартет (англ. LaSalle Quartet) — американский струнный квартет.
Был основан в 1948 году четырьмя студентами Джульярдской школы и получил название по улице Ласалль-стрит (англ. LaSalle Street, округ Статен-Айленд), на которой находилось помещение, где они репетировали. В 1949—1953 гг. квартет базировался в Колледже Колорадо, в последующие годы — в Университете Цинциннати. В 1954 г. впервые выступил в Европе. С 1958 г. весь квартет играл на инструментах Амати. Был распущен в 1988 году.
Как указывает один из позднейших критиков,

множество записей, остающихся наиболее значительными, заставили весь мир говорить о легендарном мастерстве Ласалль-квартета в исполнении камерной музыки нового времени.

Прежде всего, Ласалль-квартет знаменит своей работой с австрийской музыкой начала XX века: ему принадлежат основные заслуги в привлечении внимания профессионалов и публики к камерной музыке Александра Цемлинского (по мнению Отмара Мюллера из Артис-квартета, также исполнявшего музыку Цемлинского, «без Ласалль-квартета возрождение интереса к Цемлинскому было бы невозможно») и Новой Венской школы. Записи произведений Арнольда Шёнберга, Альбана Берга и Антона Веберна (в 1992 г. перевыпущены в виде сборника из 4 CD) принесли квартету Grand Prix du Disque и несколько других премий (впрочем, во второй раз этой премии квартет был удостоен за запись пяти поздних квартетов Людвига ван Бетховена).
Кроме того, Ласалль-квартет специализировался и на новейшей музыке. Так, 12 марта 1965 года в Стокгольме квартет исполнил мировую премьеру струнного квартета Витольда Лютославского, 14 декабря 1969 г. в Баден-Бадене — Второго квартета Дьёрдя Лигети, посвящённого музыкантам квартета.
В 1981 году квартет Ласалль стал одним из первых лауреатов Премии Франко Аббьяти.

## Участники
Первая скрипка:
- Вальтер Левин

Вторая скрипка:
- Генри Майер

Альт:
- Макс Фельде (1948—1949)
- Питер Камницер (1949—1988)

Виолончель:
- Джексон Уайли (1948—1951)
- Пол Андерсон (1951—1952)
- Ричард Капусински (1952—1955)
- Джек Кирстайн (1955—1975)
- Ли Файзер (1975—1987)